# Shenzhou 19

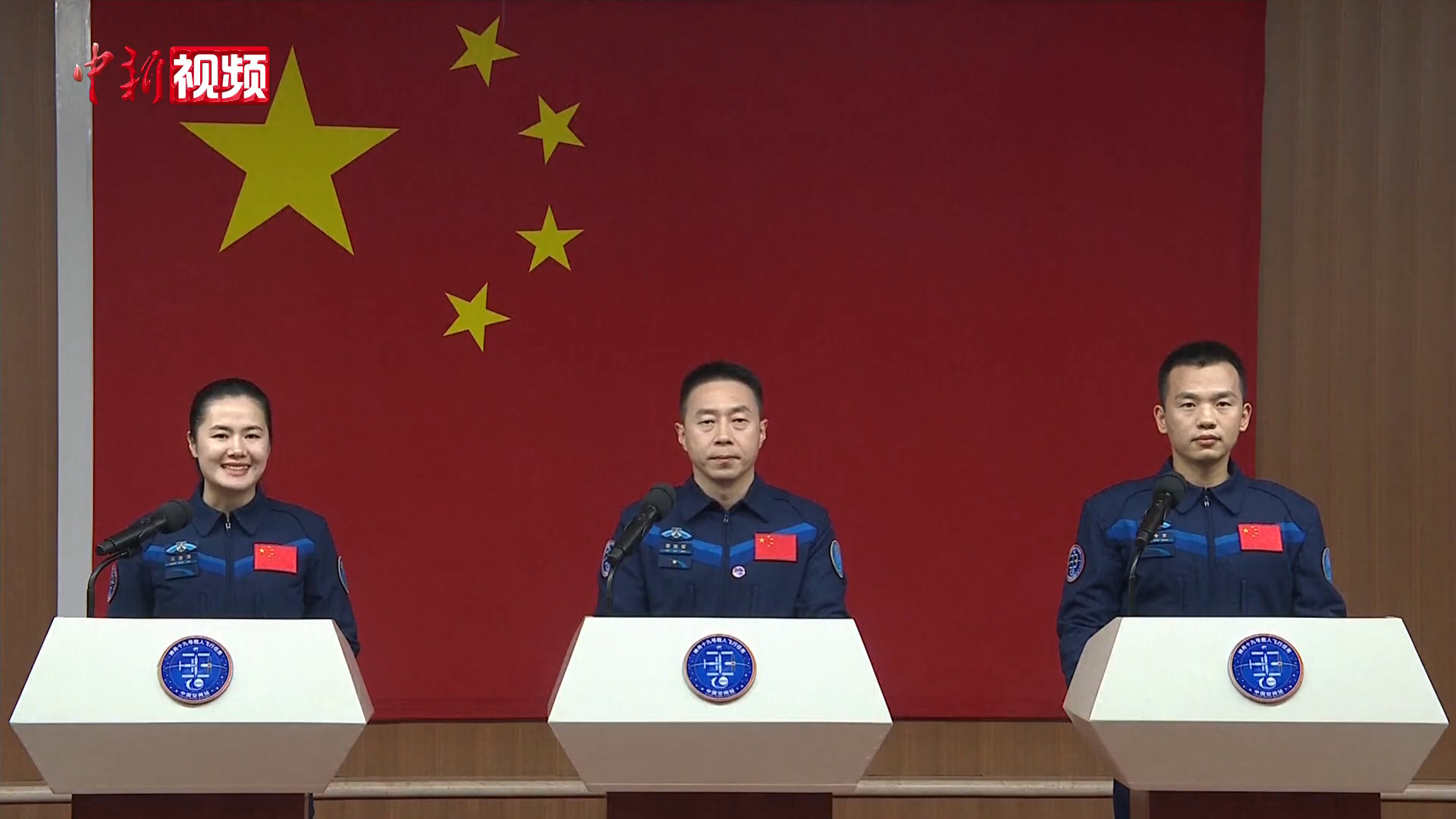
Bemanning Shenzhou 19

Shenzhou 19 (Chinees:神舟十六号, Hanyu pinyin: Shénzhōu Shíliù-hào) is een Chinese ruimtevlucht die op 29 oktober 2024 werd gelanceerd. De vlucht markeerde de veertiende bemande Chinese ruimtevlucht en de negentiende vlucht van het Shenzhouprogramma. Aan boord van het ruimtevaartuig waren drie taikonauten op de achtste vlucht naar het Tiangong-ruimtestation.

## Bemanning
| Positie              | Ruimtevaarder                       |
| -------------------- | ----------------------------------- |
| Commandant           | Cai Xuzhe, CNSA 2e ruimtevlucht     |
| Boordwerktuigkundige | Song Lingdong, CNSA 1e ruimtevlucht |
| Missiespecialist     | Wang Haoze, CNSA 1e ruimtevlucht    |

## Lancering
Shenzhou 19 werd op 29 oktober 2024 met een Lange Mars 2F-draagraket gelanceerd vanaf Lanceerbasis Jiuquan in de Gobiwoestijn en arriveerde de volgende dag bij het Tlangong-ruimtestation.
De aankomst van Shenzhou 19 bij het Tiangong-ruimtestation markeerde de vijfde overdracht van de bemanning aan boord van het station en op dat moment waren er kort zes taikonauten aan boord van het ruimtestation. De bemanning van Shenzhou 18 landde op 3 november 2024 weer op Aarde.

## Landing
De Shenzhou 19-capsule werd op 29 april 2025 ontkoppeld van het Tiangong-ruimtestation en landde op 30 april 2025 in Binnen-Mongolië.
Ruimtevaartuig: Shenzhou · Tianzhou

Onbemand: Shenzhou 1 · Shenzhou 2 · Shenzhou 3 · Shenzhou 4 · Shenzhou 8

Bemand afgerond: Shenzhou 5 · Shenzhou 6 · Shenzhou 7 · Shenzhou 9 · Shenzhou 10 · Shenzhou 11 · Shenzhou 12 · Shenzhou 13 · Shenzhou 14 · Shenzhou 15 · Shenzhou 16 · Shenzhou 17 · Shenzhou 18  · Shenzhou 19 · 

Bemand bezig: Shenzhou 20 

Bemand gepland: Shenzhou 21

Gerelateerd: Tiangongprogramma · Tiangong 1 · Tiangong 2 · Tiangong ruimtestation · Lijst van bemande expedities naar het ruimtestation Tiangong · Lange Mars (raketfamilie) · Lanceerbasis Jiuquan